# Click (песня)
«Click» — песня британской певицы Charli XCX при участии немецкой певицы Ким Петрас и эстонского рэпера Томми Кэша с третьего студийного альбома Charli XCX Charli (2019).

## Музыка
Песня отличается интенсивным использованием Auto-Tune, создавая звук, который Vulture описал как «просто взрывает мозг». Куплет Петрас был описан Paper как «возможно, самые напыщенные 60 секунд в её дискографии на сегодняшний день».

## Отзывы
Stereogum назвали песню «таким треком, который только Чарли может исполнить, глупым и серьёзным одновременно».

## No Boys Remix
11 октября 2019 года был выпущен официальный ремикс под названием «Click (No Boys Remix)». В ремиксе остаётся куплет Петрас с оригинала, но Томми Кэш заменён американской певицей Slayyyter.

### Предыстория
Чарли показала тизер ремикса в своём аккаунте в Твиттере 11 октября 2019 года. Он был выпущен в тот же день, но из-за технических проблем не был доступен за пределами Великобритании. Он был выпущен по всему миру 14 октября.

## c2.0
15 мая 2020 года был выпущен новый ремикс под названием «c2.0» в рамках её четвёртого студийного альбома How I’m Feeling Now.